# Ubashi Khan

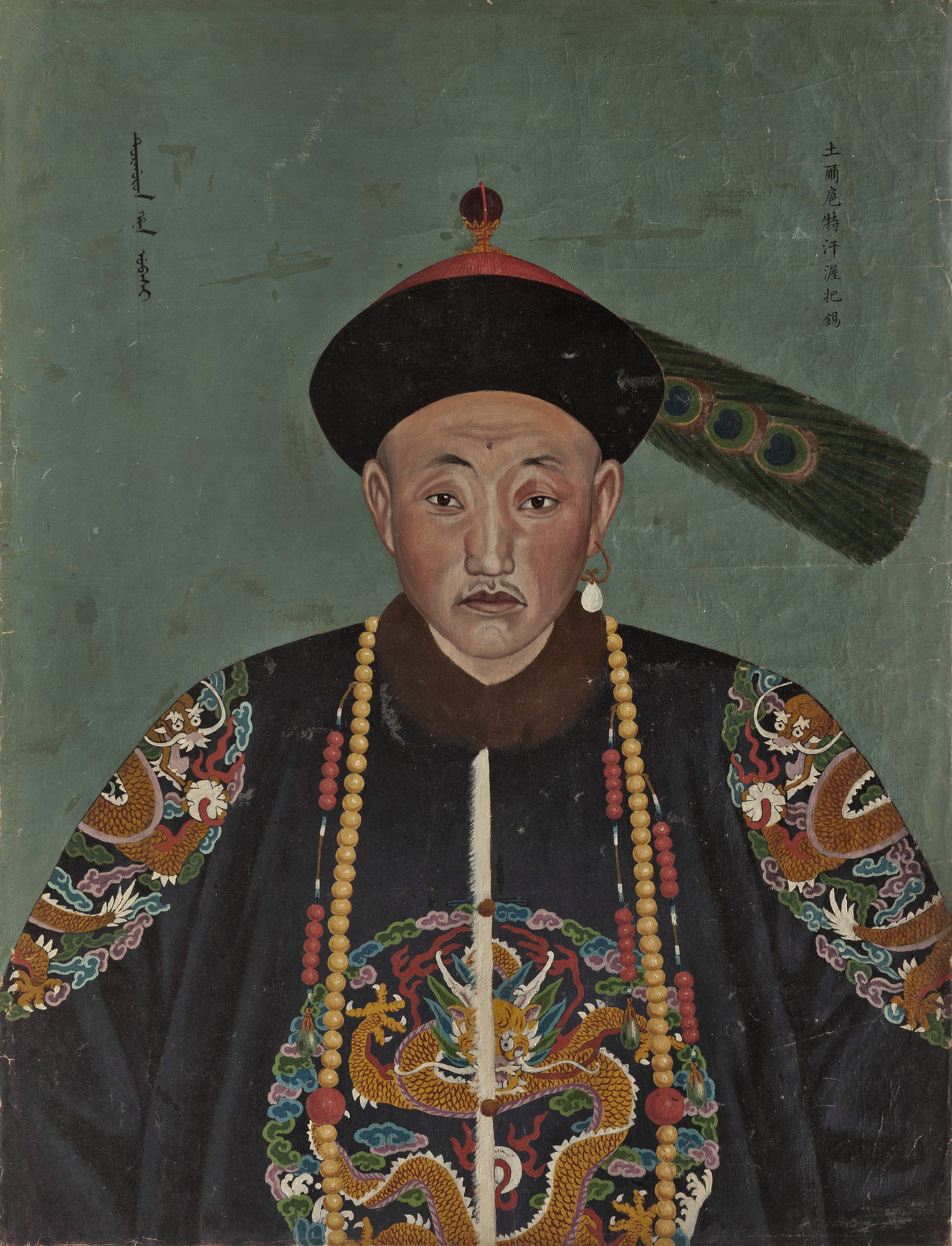
Darstellung des Ubaschi Chan im Reiss-Museum von Mannheim – Ai Qimeng zugeschrieben (Gesicht) und chin. Hofmaler, um 1771

Ubashi Khan oder Ubaschi Chan (andere Namensvarianten: Ubasha, Obis) war der letzte Khan der Kalmücken an der Wolga (reg. 1761–1771; † 1774/5 in Peking). Die Russen schafften das Khanat ab, nachdem er das Wolgagebiet mit dem Großteil seiner Leute verließ und an den Ili zog (1771).

## Regierung
Der Khan war wie seine unmittelbaren Vorgänger im 18. Jh. ein Vasall des Zarenreiches. Er geriet jedoch durch die Kolonisationspolitik von Katharina II. (reg. 1762–1796) in Schwierigkeiten, die innerhalb von nur vier Jahren über hundert russische und deutsche Siedlungen an der unteren Wolga entstehen ließ. Deswegen beschwerte er sich 1765/6 bei der russischen Regierung und überfiel auch eine deutsche Siedlung bei Tsaritsyn. Das Weideland der Kalmücken war bedroht, und damit ihre Lebensgrundlage: die Viehherden, denn nur wenige Kalmücken waren am Ackerbau interessiert. Die Siedler und die Kosaken verdrängten deren Herden von den Wasserstellen und ihre behördlichen Vertreter verboten den Kalmücken die Weiterbenutzung des erworbenen Landes. Zudem begrenzten mehrere russische Befestigungslinien das Weideland im Norden, Süden und Westen (die letzte erst 1770 fertiggestellt) und hinderten die Kalmücken an der Inbesitznahme von neuen Land. Ferner verlangte die russische Regierung Ubashis Sohn als Geisel, zusätzlich zu den ca. 300 vornehmen Geiseln, die ohnehin bei den Russen in der Hauptstadt oder in Astrachan lebten.
Die russische Regierung begriff zwar die Notwendigkeit, sich die Kalmücken als Reitertruppen für Krieg, Aufstände und den Grenzschutz in den unerschlossenen Gebieten des Zarenreiches zu erhalten, war aber absolut nicht in der Lage, sich in die Prinzipien der Weidewirtschaft hineinzuversetzen. Katharina II. wischte jegliche Bedenken als unbegründet beiseite. Darüber hinaus forderte sie mehr Truppen für den 1768 ausgebrochenen Russisch-Osmanischen Krieg, als die Kalmücken angesichts ihrer Bedrohung durch mögliche Raubzüge der Kasachen (Kleine Horde, formell ebenfalls Vasallen des Zarenreiches) zu stellen bereit waren. Ubashi nahm zwar 1769 an dem Krieg teil, stellte aber nur die Hälfte der geforderten Truppen.

## Die Abwanderung 1771
Zu dieser Zeit existierten immer noch Verbindungen der Kalmücken in ihr altes Stammland (vgl. Oiraten). In den 50ern trafen wiederholt Flüchtlinge aus Innerasien ein, die aufgrund der inneren Auseinandersetzungen bei den Dschungaren und des chinesischen Massakers von 1757/8 von dort geflohen waren. Die russischen Behörden versuchten sie erfolglos zum Christentum zu bekehren und siedelten sie (trotz chinesischer Proteste, die ihre Rückführung verlangten) dann bei den Kalmücken an. Dort plädierten sie z. T. für eine Rückkehr an den Ili. Irgendwann zwischen 1767 und 1770 entschlossen sich die Kalmückenführer (und ihr Klerus unter Louzang Jalchin) angesichts der stark verschlechterten Lebensbedingungen zur Rückwanderung. Der Dalai Lama setzte das Datum des Abzugs auf den 5. Januar 1771 fest und die Mehrzahl der Kalmücken wechselte mit der vorgeschobenen Begründung erschöpfter Weidegründe 1770 auf das östliche Flussufer. Zum festgesetzten Zeitpunkt zogen je nach Quelle ca. 31.000 Zelte bzw. 169.000 Mann ab, die 11.000 Zelte westlich der Wolga blieben aber wegen der Unpassierbarkeit des Flusses in jenem Frühjahr zurück. Maßnahmen der Gouverneure von Astrachan und Orenburg zur Verhinderung der Abwanderung (Geiselnahmen, Verfolgung durch Dragoner, Kosaken und Baschkiren) kamen zu spät.
Die Flüchtlinge zogen unter großen Entbehrungen an Futter und Nahrung über den Ural in die Turgai-Region. Den Rest des Weges wurden sie nacheinander von den Kasachen unter Nurali (Kleine Horde) und Ablai Khan (reg. 1731/71–81, Mittlere und Große Horde) sowie den Kirgisen angegriffen und ihrer Herden beraubt, viele verhungerten und verdursteten, wurden getötet oder versklavt. Lediglich 66.000 Überlebende gelangten zum Ili, wo sie von der Verwaltung Qing-Chinas Unterstützung erhielten und vier Weidegebiete zugewiesen bekamen. Die Kalmückenführer wurden nach Jehol beordert und dort vom Kaiser Qianlong (reg. 1735–1796; † 1799) ehrenvoll empfangen. Um 1774 und 1790 schmiedeten sie (u. a. Ubashis Sohn) Pläne für eine erneute Rückkehr an die Wolga, aber diese wurden niemals ausgeführt.